# فرودگاه فرنچ ریور/آلبان
فرنچ ریور/فرودگاه آلبان (به انگلیسی: French River/Alban Aerodrome) یک فرودگاه خصوصی است که یک باند فرود چمن دارد و طول باند آن ۷۵۰ متر است. این فرودگاه در کشور کانادا قرار دارد و در ارتفاع ۲۱۷ متری از سطح دریا واقع شده است.